# Richard Valpy
Richard Valpy (Jersey, 7 de dezembro de 1754 — Londres, 28 de março de 1836) foi um professor inglês do ensino secundário em Reading, condado de Berkshire.

## Biografia
Valpy foi enviado às escolas na Normandia e Southampton, e completou seus estudos no Pembroke College, em Oxford. Em 1777 tornou-se sacerdote da Igreja Anglicana. Após a realização de um mestrado em Bury, em 1781, tornou-se o principal mestre de uma escola do ensino secundário em Reading, cargo que ocupou durante cinquenta anos. A partir de 1787 também ocupou o posto da reitoria de Stradishall, Suffolk. Durante a parte inicial do longo período de direção de Valpy, a escola teve um grande desenvolvimento. Pelo menos 120 meninos compareceram às aulas. Foi o autor das gramáticas em grego e latim, que tiveram grande circulação pelo país. Seus Delectus grego e latino eram muito familiares para os meninos da escola pública.
Sua escola começou a declinar antes do término de sua longa direção. Seu sucessor foi seu filho, Francis Valpy, nomeado em 1830. Richard Valpy morreu em Londres em 28 de março de 1836. Uma estátua foi colocada na Igreja de São Lourenço em sua homenagem.
Valpy foi pai do impressor e editor Abraham John Valpy e do pioneiro da Nova Zelândia, William Henry Valpy.